# Trennungsgebot zwischen Polizei und Nachrichtendiensten
Das Trennungsgebot zwischen Polizei und Nachrichtendiensten, kurz Trennungsgebot, wird als Grundsatz des deutschen Rechts verstanden, wonach Polizei und die Nachrichtendienste getrennt sein sollen. Unterschieden werden kann zwischen einer Trennung in Bezug auf die Aufgabenbereiche (funktionelle Trennung), die Behördenorganisation (organisatorische Trennung), die Befugnisse (befugnisrechtliche oder kompetenzielle Trennung) und den Datenaustausch (informationelle Trennung). Ob und inwieweit sich ein Gebot zur Trennung von Polizei und Nachrichtendiensten aus dem Grundgesetz herleiten lässt, ist umstritten.

## Geschichte
Ab 1815 bildete sich in den Teilstaaten des Deutschen Bundes neben der Kriminalpolizei eine politische Polizei zur Bekämpfung politischer Straftaten. In der Folgezeit entstanden Bundesorgane, die nur zur Sammlung und Auswertung von Informationen berechtigt waren. Von 1848 bis zur Reichsgründung 1871 konzentrierte sich die Tätigkeit der politischen Polizei wieder auf die Ebene der Teilstaaten. Nach der Reichsgründung übernahm die Zentralstelle der preußischen Landespolizei auf Grundlage einer Übereinkunft des Reiches mit den Ländern die Aufgaben einer Reichszentralstelle. Sie hatte selbst keine Exekutivbefugnis, sondern koordinierte den Informationsaustausch zwischen den Ländern. Der Schutz des Staates mit nachrichtendienstlichen Mitteln oblag in der Weimarer Republik den Landespolizeien. Ab 1920 übernahmen dann ein dem Innenministerium unterstellter Reichskommissar und anschließend das Reichsinnenministerium selbst die Aufgabe, verfassungsfeindliche Bestrebungen mit nachrichtendienstlichen Mitteln zu beobachten. Beiden Stellen standen keine exekutiven Befugnisse zu, d. h., sie durften nicht durchsuchen, beschlagnahmen, vernehmen oder gar in Haft nehmen.
Ab 1933 übernahm im nationalsozialistischen Deutschland die Geheime Staatspolizei (Gestapo) sukzessive, länderübergreifend und umfassend die Aufgaben der politischen Polizei. Mit der Gleichschaltung verloren die Länder auch ihre Zuständigkeit für die sonstige Polizei. Die überregional agierende Gestapo erhielt umfassende exekutive Befugnisse, ohne Bindung an geltendes Recht.
Mit dem Kontrollratsgesetz Nr. 31 wurden 1946 alle deutschen Polizeidienststellen und -agenturen aufgelöst, die mit der Überwachung und Kontrolle politischer Betätigung beauftragt waren. In der Folgezeit sollte der Neuaufbau der Polizei ausschließlich in den Besatzungszonen erfolgen und ihre Zuständigkeit sich vorerst nur auf Gefahrenabwehr und Strafverfolgung erstrecken.
Als die Geburtsstunde des Trennungsgebotes gilt der sogenannte Polizeibrief, ein Schreiben der Militärgouverneure der westdeutschen Besatzungszonen vom 14. April 1949 an den Parlamentarischen Rat inmitten der Schlussberatungen zum Grundgesetz. Darin gestatteten die Militärgouverneure der westdeutschen Besatzungszonen der Bundesregierung, eine eigene Stelle „zur Sammlung und Verbreitung von Auskünften über umstürzlerische, gegen die Bundesregierung gerichtete Tätigkeiten einzurichten.“ Um eine neue Gestapo zu verhindern, untersagten sie aber, dieser Behörde auch Polizeibefugnisse einzuräumen.
Auf der Grundlage des Bundesverfassungsschutzgesetzes (BVerfSchG) aus dem Jahr 1950 wurde auf Bundesebene mit dem Bundesamt für Verfassungsschutz (BfV) ein zentraler Inlandsnachrichtendienst geschaffen, der keine polizeilichen Befugnisse hatte. Desgleichen wurden Landesbehörden für den Verfassungsschutz (LfV) eingerichtet, ebenfalls ohne polizeiliche Befugnisse. Damit waren erstmals in der deutschen Geschichte Verfassungsschutzbehörden vollständig von den Polizeibehörden getrennt.

## Rechtliche Herleitung und Reichweite
Die verfassungsrechtliche Herleitung des Trennungsgebotes aus dem Grundgesetz ist strittig. Nur in drei ostdeutschen Landesverfassungen wurde eine ausdrückliche Regelung aufgenommen. Sowohl im Bundes- als auch im Landesrecht finden sich zudem einfachgesetzliche Ausprägungen des Trennungsgebots.

### Verfassungsrecht
Ob ein Gebot zur Trennung von Polizei und Nachrichtendiensten im Rechtsstaatsprinzip, dem Bundesstaatsprinzip oder durch den Schutz der Grundrechte verfassungsrechtlich verankert ist oder ob es der Disposition des einfachen Gesetzgebers untersteht, hat das Bundesverfassungsgericht bislang nicht abschließend geklärt. In der rechtswissenschaftlichen Literatur ist die Frage umstritten.

#### Grundgesetz
Das Gebot einer Trennung von Polizei und Nachrichtendiensten wird erstmals im Polizeibrief vom 14. April 1949 an den Parlamentarischen Rat angesprochen. Danach soll der einzurichtende Nachrichtendienst keine polizeilichen Kompetenzen haben. Ein entsprechendes Vorbild lieferte der britische Inlandsnachrichtendienst MI5, der ebenfalls nicht mit polizeilichen Befugnissen zur Festnahme oder Durchsuchung von Personen ausgestattet war. Die Vorgabe für die deutsche Sicherheitsarchitektur ist vor dem Hintergrund der Erfahrungen der Gräueltaten der „Geheimen Staatspolizei“ (Gestapo) in der NS-Zeit zu erklären, wobei die Alliierten wohl weniger deren tatsächliche Wiederbelebung als einen entsprechenden Eindruck in der Öffentlichkeit fürchteten. In ihrem Genehmigungsschreiben zum Grundgesetz haben sich die Alliierten ausdrücklich auf diesen Polizeibrief bezogen. Der Polizeibrief war jedoch Teil des Besatzungsrechts, das mit dem Deutschlandvertrag von 1952/55 und dem Zwei-Plus-Vier-Vertrag von 1990 seine Gültigkeit vollständig verloren hat.
Das Grundgesetz spricht in Art. 73 Abs. 1 Nr. 10 GG und Art. 87 Abs. 1 GG von Polizei und Verfassungsschutz. Eine funktionelle, organisatorische, kompetenzielle oder informationelle Trennung zwischen Polizei und Verfassungsschutz wird vom Wortlaut der beiden Normen nicht gefordert. Nicht zwingend ist der Schluss, allein in der Aufzählung der dort niedergelegten Aufgaben (Zusammenarbeit des Bundes und der Länder auf den Gebieten a) der Kriminalpolizei, b) des Schutzes der freiheitlichen demokratischen Grundordnung und c) …) im Plural einen Anhaltspunkt dafür zu sehen, dass der Gesetzgeber von getrennten Stellen ausgegangen ist (sog. Plural-Argument). Der Wortlaut von Art. 87 Abs. 1 S. 2 GG besagt lediglich, dass verschiedene Stellen eingerichtet werden können, nicht jedoch müssen. Art. 87 Abs. 1 S. 2 GG und Art. 73 Abs. 1 Nr. 10 GG regeln ohnehin lediglich die Gesetzgebungs- und Verwaltungskompetenz des Bundes, also eine Frage der bloßen Zuständigkeit.
In einer Entscheidung zum Bundesgrenzschutz aus dem Jahr 1998 hat das Bundesverfassungsgericht in einem obiter dictum ausgeführt, dass das Rechtsstaatsprinzip, das Bundesstaatsprinzip und der Schutz der Grundrechte es verbieten könnten, bestimmte Behörden miteinander zu verschmelzen oder sie mit Aufgaben zu befassen, die mit ihrer verfassungsrechtlichen Aufgabenstellung nicht vereinbar sind. Die Frage konnte jedoch wegen fehlender Relevanz im konkreten Fall offen bleiben.
Im Urteil zur Antiterrordatei von 2013 leitete das Bundesverfassungsgericht statt eines strikten, über das Verfassungsorganisationsrecht begründeten „informationellen Trennungsgebots“ ein über das richterrechtlich aus Art. 2 Abs. 1 i. V. m. Art. 1 Abs. 1 GG entwickelte „Recht auf informationelle Selbstbestimmung“ begründetes „informationelles Trennungsprinzip“ her, das einer Abwägung im Rahmen der Verhältnismäßigkeitsprüfung zugänglich war. In jüngeren Entscheidungen konturierte das Bundesverfassungsgericht das „informationelle Trennungsprinzip“ weiter als Kompensationsmechanismus des nachrichtendienstlichen Privilegs, unter geringeren verfassungsrechtlichen Anforderungen als Polizeibehörden Überwachungsmaßnahmen vornehmen zu dürfen.

#### Landesverfassungen
In den Landesverfassungen von Brandenburg (Art. 11 Abs. 3 Satz 2 und 3), Sachsen (Art. 83 Abs. 1 Satz 1) und Thüringen (Art. 97 Satz 2) wurde vor dem Hintergrund der Erfahrungen mit dem Ministerium für Staatssicherheit (StaSi) in der DDR-Zeit ein Trennungsgebot normiert. In Bayern hat der Bayerische Verfassungsgerichtshof den Verfassungsrang des Trennungsgebots explizit verneint.

### Einfachgesetzliches Recht

#### Bundesrecht
Eine gesetzliche Ausprägung der Trennung von Polizei und Nachrichtendiensten in organisatorischer Hinsicht findet sich in § 2 Abs. 1 S. 3 BVerfSchG. Danach ist die Angliederung des Bundesamts für Verfassungsschutz (BfV) an eine Polizeidienststelle verboten. Entsprechende Regelungen finden sich auch im Gesetz über den Militärischen Abschirmdienst (MADG) und im Gesetz über den Bundesnachrichtendienst (BNDG). Rechtlich macht es dabei keinen Unterschied, ob Nachrichtendienste einer Polizeidienststelle angegliedert werden oder umgekehrt.
Gesetzesvorschriften zur kompetenziellen Trennung von Nachrichtendiensten und Polizeibehörden bestehen in § 8 Abs. 3 BVerfSchG, § 4 Abs. 2 MADG und § 2 Abs. 3 BNDG. Diese schließen die Wahrnehmung polizeilicher Befugnisse durch die Nachrichtendienste – auch mittelbar im Wege der Weisung oder der Amtshilfe – aus. Die Regelungen führen damit die Anordnung im Polizeibrief vom 14. April 1949 fort. Dass Verfassungsschutzbehörden anders als die Polizeibehörden nach geltendem Recht spezifische Aufgaben der Beobachtung und Vorfeldaufklärung wahrnehmen und dabei nicht über polizeiliche Befugnisse verfügen, aufgrund derer sie aus den Erkenntnissen einer Überwachungsmaßnahme selbst unmittelbar operative Konsequenzen ziehen können, rechtfertigt es nach Ansicht des Bundesverfassungsgerichts, die Befugnisse zum Einsatz nachrichtendienstlicher Mittel an modifizierte (im Vergleich zu polizeilichen Maßnahmen niedrigere) Eingriffsschwellen zu binden.
Aus dem Ausschluss polizeilicher Befugnisse für die Nachrichtendienste wird zum Teil abgeleitet, dass dem Trennungsgebot zugleich zu entnehmen ist, dass den Polizeibehörden nachrichtendienstliche Befugnisse versagt seien. Insofern sei ein BfV mit vollumfänglichen polizeilichen Befugnissen ebenso unzulässig wie eine zentrale Bundespolizeistelle, welche umfassend nachrichtendienstliche Mittel einzusetzen berechtigt ist. Heimliche Befugnisse, wie etwa zum Einsatz von Vertrauensleuten oder Observationen, gehören aber heute zum regulären Repertoire der Polizeigesetze und werden dort vom Bundesverfassungsgericht grundsätzlich auch akzeptiert.
Nachrichtendienste und Polizeibehörden nehmen allerdings in der deutschen Sicherheitsarchitektur durchaus eigene Funktionen wahr: Während Nachrichtendienste bereits im Vorfeld konkreter Gefahren Informationen über Bedrohungen für die Existenz des Staates und die freiheitliche demokratische Grundordnung sammeln und analysieren, ist es Aufgabe der Polizeibehörden, konkrete Gefahren für die öffentliche Sicherheit abzuwehren. Zu diesen Gefahren gehören aber auch solche, die sich gegen den Staat und die freiheitliche demokratische Grundordnung richten. Daher stehen die Funktionen von Nachrichtendiensten und Polizei nicht hermetisch getrennt nebeneinander. Vielmehr gehört es zu den Aufgaben der Nachrichtendienste, aus ihren Erkenntnissen frühzeitig Hinweise auf konkrete Gefahren zu gewinnen und diese an die Polizei zu übermitteln, damit von ihr notwendigen Maßnahmen zur Abwehr dieser Gefahren getroffen werden. Die Nachrichtendienste werden daher auch als „Frühwarnsystem“ bezeichnet. Die Abwehr von existenziellen Bedrohungen für den Staaten erfolgt somit in einem arbeitsteiligen Prozess, in dem die Funktionen von Nachrichtendiensten und Polizei zwar eigenständig, aber aufeinander bezogen sind.

#### Landesrecht
In den Landesgesetzen finden sich einfachgesetzliche Ausgestaltungen des Trennungsgebots von Polizei und Verfassungsschutz in unterschiedlichen Ausprägungen. Während beispielsweise eine ausdrückliche befugnisrechtliche Trennung in allen Bundesländern geregelt ist, ist eine ausdrückliche organisatorische Trennung nicht in allen Landesgesetzen vorgesehen.

## Weitere Ausprägungen des Trennungsgebots
Ein striktes informationelles Trennungsgebot würde bedeuten, dass eine Weitergabe von jeglichen Informationen zwischen den Nachrichtendiensten und den Polizeibehörden unzulässig ist. Das Bundesverfassungsgericht hat jedoch im Urteil zur Antiterrordatei von 2013 statt eines strikten „informationellen Trennungsgebots“ ein „informationelles Trennungsprinzip“ postuliert, das einer Abwägung im Rahmen der Verhältnismäßigkeitsprüfung zugänglich ist. Es gebietet also nicht, dass ein Informationsaustausch zwischen Nachrichtendiensten und Polizei stets zu unterbleiben hat, selbst wenn eine solche für die beiderseitigen Aufgabenerfüllungen erforderlich ist. In jüngeren Entscheidungen hat das Bundesverfassungsgericht für die Datenübermittlung von Verfassungsschutzbehörden an Polizeibehörden das „informationelle Trennungsprinzip“ als Ausprägung des von ihm entwickelten Grundsatzes der hypothetischen Datenneuerhebung interpretiert und daraus strenge Vorgaben für die Übermittlung von personenbezogenen Daten durch die Nachrichtendienste an Polizei- und Gefahrenabwehrbehörden hergeleitet. In der Rechtswissenschaft werden diese Vorgaben teilweise als zu eng kritisiert.
Auf dem Gebiet der Schnittmenge der gesetzlichen Aufgabenzuweisungen der jeweiligen Behörden arbeiten Nachrichtendienste und Polizeibehörden arbeitsteilig zusammen. Das Grundgesetz geht daher in Art. 73 Abs. 1 Nr. 10 GG von einer länder- und fachübergreifenden Zusammenarbeit aus, für die eine Informationsweitergabe zwingend erforderlich ist. Eine wechselseitige Übermittlung ist dementsprechend – unter Beachtung der verfassungsgerichtlichen Vorgaben – zulässig.
Als Ausprägung der (einfachgesetzlichen) organisatorischen Trennung von Polizei und Nachrichtendiensten wird auch verstanden, dass kein Personal funktionell zugleich sowohl bei der einen als auch bei der anderen Behörde beschäftigt sein darf. Das schließt nicht aus, dass Auswertemitarbeiter der Nachrichtendienste und der Polizei unter einem Dach – wie im Gemeinsamen Terrorismusabwehrzentrum (GTAZ) von Bund und Ländern und im Gemeinsamen Analysezentrum Terrorismus/Extremismus (GATE) im Land Brandenburg praktiziert – nebeneinander im ständigen Informationsabgleich Sicherheitsaufgaben erfüllen. Dieser Abgleich und die gemeinsame Auswertung richten sich wiederum nach den einschlägigen Übermittlungsnormen der Verfassungsschutz- und Polizeigesetze. Unzulässig wird die organisatorische Angliederung aller dieser Mitarbeiter an den gemeinsamen Behördenleiter einer Polizei- oder nachrichtendienstlichen Behörde.

## Kritik
Nach Auffassung von Rupert Scholz sind Bundesnachrichtendienst, Bundesamt für Verfassungsschutz, Militärischer Abschirmdienst und Bundeskriminalamt aufgrund des Trennungsgebotes und des „überbordenden“ Datenschutzes, der auch für Ausländer gelte, nicht mehr in der Lage, ohne wesentliche Unterstützung der Vereinigten Staaten den Schutz vor internationalem Terrorismus zu gewährleisten. Spionage und internationaler Terrorismus ließen sich nur präventiv bekämpfen. Dem stünden die polizeirechtliche Erfordernisse des Nachweises einer konkreten Gefahr entgegen. Das Bundesverfassungsgericht habe aus dem Grundrecht auf informationelle Selbstbestimmung eine Art „Superrecht“ gemacht. Dies müsse revidiert werden. Die nicht wie etwa in Frankreich stringent geschützten Grenzen erleichterten zudem Gefährdern die Einreise. Scholz sieht indes in der Bundesregierung unter Olaf Scholz keine Fürsprecher einer solchen grundlegenden Umorientierung in Gesetzgebung und Rechtsprechung.

## Andere Staaten
Eine umfassende organisatorische und befugnisrechtliche Trennung wie im deutschen Recht war und ist den Inlandsnachrichtendiensten der USA, Frankreichs, Dänemarks, Österreichs und der meisten anderen Staaten fremd. Das Prinzip gibt es hingegen auch in der Schweiz und im Vereinigten Königreich.